# Rockland (Maine)
Rockland – miasto w Stanach Zjednoczonych, w stanie Maine, w hrabstwie Knox.